# Cigoong Utara
Cigoong Utara is een bestuurslaag in het regentschap Lebak van de provincie Banten, Indonesië. Cigoong Utara telt 3540 inwoners (volkstelling 2010).